# Modus tollens
Modus tollens (lateinisch für „Modus des Aufhebens“, wörtlich: „aufhebender Modus“), eigentlich Modus tollendo tollens (in Abgrenzung zum Modus ponendo tollens), ist eine Schlussfigur, die in etlichen Kalkülen der klassischen Logik als Schlussregel verwendet wird. Er besagt, dass aus den Voraussetzungen „Wenn {\displaystyle A}, dann {\displaystyle B}.“ und „Nicht {\displaystyle B}.“ auf „Nicht {\displaystyle A}.“ geschlossen werden kann.
Der lateinische Name Modus tollendo tollens, „durch Aufheben aufhebende Schlussweise“, erklärt sich daraus, dass es sich um eine Schlussfigur (modus) handelt, die bei gegebener erster Prämisse, {\displaystyle A\rightarrow B}, durch das „Aufheben“ (tollendo) des Satzes B, also durch das Setzen seiner Verneinung, {\displaystyle \neg B}, einen anderen Satz, nämlich {\displaystyle A}, ebenfalls „aufhebt“ (tollens), also zu seiner Verneinung, {\displaystyle \neg A}, führt.
Der Modus tollendo tollens ist damit ein Gegenstück zum Modus ponendo ponens.

## Formen und Beispiel

### Als Schlussform
|               | {\displaystyle A\rightarrow B} |
|               | {\displaystyle \neg B}         |
| modus tollens | {\displaystyle \neg A}         |

|               | Wenn es geregnet hat, ist die Straße nass. |
|               | Die Straße ist nicht nass.                 |
| modus tollens | Es hat nicht geregnet.                     |

### Als Aussage
Obwohl der Modus tollendo tollens eine Schlussregel, also ein metasprachliches Konzept ist, wird die Bezeichnung Modus tollens gelegentlich auch für objektsprachliche Ausdrücke der folgenden Gestalt verwendet:
{\displaystyle (\neg B\land (A\rightarrow B))\rightarrow \neg A}
Aussagen dieser Form sind in den meisten aussagenlogischen Kalkülen Tautologien, d. h. immer wahr. Da aber Schlussregeln und Aussagen unterschiedliche Konzepte sind, ist es wissenschaftlich betrachtet nicht glücklich, die beiden Begriffe mit derselben Bezeichnung zu benennen. Generell ist die Vermischung von Objekt- und Metasprache problematisch.

## Beweis
Die logische Äquivalenz der Aussagen {\displaystyle A\rightarrow B} und {\displaystyle \neg B\rightarrow \neg A} folgt aus den Definitionen der Subjunktion und der Negation.
| A | → | B | {\displaystyle \Leftrightarrow } | ¬B | → | ¬A |
| - | - | - | -------------------------------- | -- | - | -- |
| f | w | f | w                                | w  | w | w  |
| f | w | w | w                                | f  | w | w  |
| w | f | f | w                                | w  | f | f  |
| w | w | w | w                                | f  | w | f  |

## Bedeutung desModus tollensfür eine Falsifikation
Nach dem Kritischen Rationalismus entspricht dem Modus (tollendo) tollens eine grundlegende Schlussweise  der wissenschaftlichen Forschung, nämlich die Falsifikation einer Annahme unter bestimmten Bedingungen. Dabei sei A eine hypothetisch angenommene Theorie, und B ein Beobachtungssatz, der zwingend aus der Theorie zu folgern wäre. Wissenschaftliche Experimente haben Bedeutung für die Aufgabe, durch Beobachtungen festzustellen, ob die Voraussage eines Beobachtungssatzes erfüllt wird beziehungsweise ob dessen Aussage wahr oder falsch ist. Ist B falsch, dann auch die zugrundeliegende Theorie, die damit als falsifiziert gilt.
In der Forschungspraxis sind die für ein derart naives Verständnis vorausgesetzten Bedingungen allerdings selten so gegeben, dass eine Theorie anhand einzelner Beobachtungsdaten verifiziert oder falsifiziert werden kann (siehe Duhem-Quine-These). Insbesondere ist oft unklar, wie ein Nichteintreten vorausgesagter Beobachtungsdaten zu interpretieren ist, da hierfür Verschiedenes in Frage kommen kann.
- War die Hypothese falsch? War die abgeleitete Folgerung nicht zwingend? War der Beobachtungssatz nicht eindeutig formuliert? War die Beobachtungssituation ungeeignet?

- War der Versuchsaufbau falsch gewählt? War eine Hilfsannahme unzutreffend? War das für die statistische Auswertung benutzte Modell unangemessen? Oder liegt es an Fehlern bei Erhebung und Dokumentation von Messdaten?

Duhem fasst die Problematik zu Beginn des 20. Jahrhunderts in der zugespitzten Formulierung zusammen: „The only thing the experiment teaches us is that among the propositions used to predict the phenomenon and to establish whether it would be produced, there is at least one error; but where the error lies is just what it does not tell us.“
Denn wissenschaftliche Forschung geht schrittweise und arbeitsteilig vor sich. Daher sind viele empirische Prüfungen mit verschiedenen Annahmen A und statistischen Modellen S nötig, um Hypothesen H mit hoher Wahrscheinlichkeit zu falsifizieren. Hierfür können A, S und H beispielsweise unterschiedliche a-priori-Wahrscheinlichkeiten zugewiesen und nach empirischen Versuchen entsprechend angepasst werden (siehe Bayessche Statistik).